# Lista episoadelor din H2O - Adaugă apă
Articolul de mai jos prezintă episoadele serialului pentru copii, H2O - Adaugă apă, filmat pe Coasta de Aur, în Australia.
| Sezonul | Episoade | Premieră în România |
| ------- | -------- | ------------------- |
| 1       | 26       | 22 septembrie 2007  |
| 2       | 26       | 27 septembrie 2008  |
| 3       | 26       | 6 martie 2010       |

## Sezonul 1 (2006)
În primul sezon, Cleo, Emma și Rikki, trei fete din Australia, cad accidental într-un bazin oceanic de sub conul unui vulcan inactiv de 3000 de ani de pe Insula Mako. A doua zi, dimineață, Emma descoperă, în timp ce înota în ocean, că este sirenă. La fel li se întâmplă și celorlalte două fete. De asemenea, acestea descoperă că au puteri speciale asupra apei. Cu ajutorul celui mai bun prieten, Lewis, și al doamnei Louise Chattam (ce a fost la rândul ei sirenă), luptă împotriva lui Zane — „băiatul rău”, care le descoperă secretul — și împotriva doctorului Linda Denman — un biolog marin care vrea să le captureze pentru cercetări.

### Episoade
| # | Titlu                                               | Prima difuzare                        | Codul de producție |
| 1 | "Schimbarea" "Metamorphosis"                        | 30 august 2007 6 iulie 2006           | 101                |
| După ce adolecentele Cleo Sertori , Emma Gilbert și Rikki Chadwick se pierd pe mare și ajung într-o grotă antică, acestea descoperă că nu vor mai putea fi normale vreodată, fiind vrăjite în bazinul oceanic de sub conul vulcanului Insulei Mako- pe timp de Lună Plină. Fetele descoperă că, după 10 secunde de la contactul cu apa, sunt metamorfozate în sirene. Prima care descoperă este Emma,care înota în ocean. Cleo descoperă că poate modela apa, iar Emma poate să o înghețe. Emma și Rikki acceptă aceste puteri, dar lui Cleo, căreia îi este frică de apă, nu-i convine deloc ideea. Audiență: 0,43 mii (România) Note: Primul episod al sezonului; Episodul pilot al seriei |                                                     |                                       |                    |
| 2 | "Petrecerea la piscină" "Pool Party"                | 31 august 2007 13 iulie 2006          | 102                |
| Emma și Cleo se plâng de faptul că sunt "anormale", iar pe Rikki o deranjează. Ea nu are niciun fel de putere deosebită deocamdată,dar... descoperă puterea de fierbere a apei. Miriam (cea mai populară fată din liceau) organizează o petrecere la piscină,în cinstea lui Byron(surfer-ul cel arătos), iar Cleo dorește să meargă de asemenea, în ciuda faptului că devine sirenă dacă se udă. Vazand ca îi este frica de apa, la petrecere Zane o aruncă pe Cleo în piscină. Este văzută ca sirenă de Lewis, iar acesta află despre sirene și puterile acestora. Emma renunță la întrecerile de înot-pasiunea ei. Imagini episod: click |                                                     |                                       |                    |
| 3 | "Captura Zilei" "Catch of The Day"                  | 1 septembrie 2007 20 iulie 2006       | 103                |
| Byron îi spune lui Cleo că țestoasele sunt în pericol, fiind prinse în năvoadele pescarilor. Aceasta investighează problema, descoperind că unul dintre braconieri este un angajat al tatălui ei. Între timp, Emma și Rikki află că pot să-și țină respirația sub apă mult timp. Cleo este prinsă într-un năvod și își pierde frica de apă. De asemenea începe să îi placă înotatul stil "pește" .Totul se termină cu bine,iar pescarii incorecți sunt prinși și judecați. Imagini episod: click |                                                     |                                       |                    |
| 4 | "Petrecerea fetelor" "Party Girls"                  | 2 septembrie 2007 20 iulie 2006       | 104                |
| Emma organizează o petrecere în pijama la care o invită și pe Rikki. Tot ea descoperă, pe fundul Bazinului cu Lună de pe Insula Mako, un medalion vechi,dar foarte deosebit.Cleo se angajează la Parcul Marin. Miss Chatham își face prima apariție misterioasă, la Parcul Marin. Se pare că știe despre sirene,spunându-i lui Cleo să se ferească de apă. În timpul petrecerii,Miriam (invitata nedorită) încearcă să fure medalionul,dar este prinsă de Rikki. Emma îi dă medalionul lui Cleo.Rikki își face noi prietene. Imagini episod: click |                                                     |                                       |                    |
| 5 | "Ceva de "pescuit"" "Something fishy"               | 3 septembrie 2007 4 august 2006       | 105                |
| Kim îi găsește jurnalul lui Cleo, în care citește despre sirene! Îi spune și lui Elliot.El nu crede, dar își dă seama că Emma i-a înghețat apa de la duș și o crede. Aceștia încearcă să le demascheze. Fetele, dar și Lewis îi fac să creadă că Miriam este sirenă. Dar aceștiia nu se lasă! Ajung să creadă că până chiar și Lewis este un...triton. Totuși aceasta ar fi fost doar o teoremă dacă nu aveau și dovezile;Kim varsă apă pe Cleo,iar aceasta fuge la baie.Înainte să închidă ușa,Kim îi vede coada,apoi intră peste Cleo în cameră,când tocmai curăța acvariul. Observă ca nu mai era apă ,iar Cleo îi spune că este în găleată,dar nu o crede. Până la urmă fetele reușesc să-i convingă că nu a fost decât o neînțelegere. Imagini episod: click |                                                     |                                       |                    |
| 6 | "Dragoste de copii" "Young Love"                    | 4 septembrie 2007 11 august 2006      | 106                |
| Pe plajă,Emma o roagă pe Rikki să aibă grijă de Elliot,cât timp ea este plecată cu Byron.Dar Elliot se duce în larg ,să facă surf și este tras de curenți.Rikki îi sare în ajutor.Acasă,Elliot le povestește tuturor cum Rikki i-a salvat viața,înotând "mai repede ca un delfin!". Emma crede că Elliot a văzut-o pe Rikki sirenă,dar din fericire, nu. În schimb, această mascaradă are un efect nedorit de Rikki:Elliot se îndrăgostește lulea de salvatoarea lui!!! Acum încearcă orice pentru a o impresiona:cadouri,flori,bomboane...dar Rikki îl refuză. Între timp,Lewis le duce pe fete,dar și pe Elliot la o seră de-a fratelui său.Elliot spune că acolo chiar i-ar plăcea să se rătăcească. Dar Elliot tot o curtează pe Rikki. Când ea îl jignește,el fuge plângând. Rikki își dă seama unde e și se duce după el. Apoi își cere scuze și îl convinge să se întoarcă. Imagini episod: click |                                                     |                                       |                    |
| 7 | "Vraja lunii" "Moon Spell"                          | 5 septembrie 2007 18 august 2006      | 107                |
| E lună plină, iar Emma vrea să organizeze o petrecere perfectă pentru tatăl ei. Dar planurile îi sunt nărăvite de Lună. Sub avertismentul Domnișoarei Chattham, Emma e afectată. Acum își poate exprima liberă sentimentele. Devine excentrică și "hippy". Prin asta, transformă petrecerea tatălui său într-un fiasco! Își jignește familia și asta nu este tot! Intră în apă, se transformă, dar nu își mai poate reveni dupa care, îl seduce pe Byron, iar acesta se apropie din ce în ce mai mult de secretul fetelor. Până la urmă Cleo și Rikki salvează situația, iar Emma se întoarce la normal,a doua zi. Imagini episod: click |                                                     |                                       |                    |
| 8 | "Afacera Denman" "The Denman Affair"                | 6 septembrie 2007 25 august 2006      | 108                |
| Un renumit biolog marin, Linda Denman, vine în oraș. Lewis se îndrăgostește de ea. Dar Lewis vrea să profite de ocazie pentru a face mai multe cercetări în privința sirenelor. Se produce inevitabilul: împrăștiatul Lewis uită o mostră din ADN-ul lui Cleo (de pe unghia sa) în laborator. Dr. Denman o găsește și îi descoperă proprietățile foarte interesante: la un contact cu apa, celulele își schimbă complet forma! Încearcă să-l facăpe Lewis să-i destăinuie mai multe,iar Lewis este cât-pe-aci să dezvăluie secretul sirenelor! Cleo îl pune să aleagă între ele și Dr.Denman,iar el ezită să răspundă. Într-o zi ,Dr.Denman îi spune lui Lewis că ar vrea să-l ia cu ea în următoarea sa expediție,iar el acceptă.Între timp,Denman publică un titlu de ultimă oră în domeniul științei:"Doar adăugați apa",ce face referire la proporietățile misterioase ale mostrelor lui Lewis.Până la urmă,Lewis își dă seama de marea greșeală și se decide să rămână în Gold Coast,cu tot cu mostre.Denman pleacă și totul rămâne un mister...cel puțin, deocamdată. Imagini episod: click |                                                     |                                       |                    |
| 9 | "Ape Periculoase" "Dangerous Waters"                | 7 septembrie 2007 1 septembrie 2006   | 109                |
| Peștișorul lui Cleo, Pluto, moare,iar Rikki o ia peste picior.Cleo se întristează,iar Rikki își dă seama că este cam rece cu Cleo.În semn de părere de rău îi "cumpără" un nou peștișor.Dar ,un tip misterios o convinge pe Rikki să-i aducă și lui un astfel de pește rar. Rikki îi aduce un pește superb, iar tipul îi face curte și îi oferă foarte mulți bani pentru a-i aduce și mai mulți pești. Rikki e încântată de noua sa slujbă, dar,la un moment-dat,vede unul dintre pești în acvariu la JuiceNet Caffe. Devine suspicioasă și se duce să se răzbune. Dar acolo este prinsă,iar situația scapă de sub control. Totuși,cu ajutorul lui Cleo și al Emmei, braconierii sunt prinși. Imagini episod: click |                                                     |                                       |                    |
| 10 | "Camera nu minte niciodată" "The Camera Never Lies" | 8 septembrie 2007 8 septembrie 2006   | 110                |
| La JuiceNet Caffe, Willfred organizează încă o ediție a Concursului Local de Scurt-Metraje. Anul trecut, câștigătorul a fost Lewis.Anul acesta tema concursului este "Eroii de lângă noi!". Emma are deja o propunere, care nu este prea agreată de fete :"Mama!". Rikki se gândește să facă un film subacvatic, cu rechinii Mako. Zane,al căriu tată, Harrison Bennet, este principalul sponsor și membru al juriului, se gândește ca protagonistul să fie el deoarece tatăl lui a doborât recordul la Windsurf-ing în jurul Insulei Mako, acum el vrea să-i doboare recordul tatălui său. Între timp, la casa Gilbert încep filmările la producția "MAMA". Emma o întreabă tot felul de lucruri pe mama ei, iar Rikki se plictisește de moarte. Ea decide să înceapă filmările peliculei sale "subacvatice". Zane îl roagă pe Lewis să-l ajute cu filmările. Dar Zane cade de pe placă și este atacat de un rechin, Rikki vine în ajutor, gonește rechinul, iar când Lewis sosește nu era nimic în jurul lui Zane. În seara concursului, filmul câștigător este parodia lui Lewis, în care Zane era speriat de o jucărie de baie. Zane primește premiul de cel mai bun actor,dar este supărat fiindcă nimeni nu-l crede. Rikki îl consolează, iar între ei doi se aprinde o scânteie a dragostei. Imagini episod: click                                          |                                                     |                                       |                    |
| 11 | "Ai chef să înoti?" "Sink or Swim"                  | 9 septembrie 2007 15 septembrie 2006  | 111                |
| Byron vrea să participe la un concurs de înot și o "angajează" pe Emma ca Instructor.Ea acceptă,în ciuda riscului de a se uda.Dar Byron nu cooperează deloc! Ea se supără și devine foarte dură.Între timp,Lewis continuă cercetările legate de sirene,cea ce o exasperează pe Rikki,care,la supărare,îi dă lui Lewis un fir de păr de Dog German,pentru a-l induce în eroare.Iar,între Emma și Byron se naște o adevărată idilă.Dar totul se sfârșește cu un sărut,deoarece Byron se ia la întrecere cu Zane și pierde. Astfel Zane are un avantaj psihologic. dar,în ziua concursului. Byron câștigă! Totul se termină cu bine,dar între Emma și Byron se află o relație nedefinită. |                                                     |                                       |                    |
| 12 | "Legenda devine reală" "The Siren Efect"            | 10 septembrie 2007 22 septembrie 2006 | 112                |
| Luna Plină vine iar. Dar de data asta fetele și-au luat toate măsurile de precauție. Totuși, Cleo se uită la reflecția lunii și este afectată. Această afonă totală, începe să cânte așa frumos și cristalin, cum nimeni din familia ei nu a mai făcut-o!Dar asta nu este tot. Glasul ei îi atrage pe toți băieții din Gold Coast. Rikki și Emma încearcă să o ascundă, dar nu reușesc. Până când tatăl lui Cleo îi gonește, ei nu pleacă. Dar, peste noapte, Cleo cântă la radio,iar la prima oră a dimineții, familia Sertori se trezește cu zeci de băieți în curtea din față. Au negociat, iar Cleo a concertat live la JuiceNet Caffe. Dar la ora 10 ziua, cleo și-a pierdut vocea (vraja lunii a dispărut). Picătura care a vărsat paharul a fost sărutul lui Cleo cu Lewis sub ochii tatălui lui Cleo. |                                                     |                                       |                    |
| 13 | "Bătrâna Lory" "Shipwrecked"                        | 11 septembrie 2007 28 septembrie 2006 | 113                |
| Fetele descoperă locuința lui Miss Chattham: O barcă veche numită Loraly din portul orașului. Între timp,misterioasa doamnă Chattam se încaieră cu Zane. Este anunțată că i se va lua barca. Aceasta face un infarct, spunându-i Emmei că vor să îi ia comoara. Emma o găzduiește pe Domnișoara Chatham, temporar, dar aceasta din urmă e la un pas să-le dezvăluie secretul părinților Emmei. Chattham se întoarce pe Lorelay, vrân să fugă cât mai departe, dar Zane, furios o amenință că-va lua comoara. Aceasta face al doilea infarct, iar Zane se scufundă cu Lorelay cu tot, din cauza unei explozii cauzate de un scurtcircuit la panoul electric Emma îi sare-n ajutor, dar Zane, îi vede coada. Emma ia comoara: un medalion, precum cel al lui Cleo. |                                                     |                                       |                    |
| 14 | "Surpriză!" "Surprise"                              | 12 septembrie 2007 6 octombrie 2006   | 114                |
| Cleo înnumără cu nerăbdare zilele până la aniversarea sa. Dar când se gândește că părinți ei i-ar putea strica și a șaisprezecea aniversare. Temerile i-se adeveresc: În "în Marea Dimineață" se trezește cu un ponei,cu niște copii deghizațti, cu confetti, baloane și o baie de bile. Și cu Emma, Rikki și Lewis,lumea ei, parcă se prăbușește. Tristă se duce pe Mako, plângând. Acolo o găsește Lewis care-i pregătește o petrecere-surpriză. |                                                     |                                       |                    |
| 15 | "Era glaciară" "The Big Chill"                      | 16 septembrie 2007 13 octombrie 2006  | 115                |
| Emma se descurcă de minune la noua slujbă, la JuiceNet Caffe,iar Willfred este foarte mulțumit.Cleo,de asemenea,la Parcul Marin.Singura dintre fete care nu are o slujbă este Rikki.Dar tot ea își dorește un bilet la concert.Așa că se angajează la JuiceNet Caffe.Dar,acolo face un dezastru:face mizerie,este leneșă,nu servește bine,grăbește clienții și tot așa.În această "degringoladă"ajunge și la masa lui Zane și al lui Miriam,unde,Miriam,dezamăgită de servire,se duce la camera rece și apasă pe "Decongelare"!Când Emma trece pe acolo,Miriam se ascunde,iar Emma își folosește puterile pentru a recongela tot.Dar,uitându-se mai bine,vede niște pantofi,după un raft.Apoi o vede pe Miriam...total congelată de vie!Se produce un mare dezastru!Singura care poate ajuta acum este Rikki!Până la urmă este convinsă să ajute,dar înainte încearcă "decongelarea" pe tofu! Ei bine,nu reușește,topindu-l!Până la urmă o dezgheață pe Miriam,apoi Cleo îi pune sângele în mișcare și totul se rezolvă.Iar, a doua zi, Emma a strâns destui bani, pentru 3 bilete la concert! |                                                     |                                       |                    |
| 16 | "Bolnav de pasiune" "Lovesick"                      | 16 septembrie 2007 20 octombrie 2006  | 116                |
| Cleo stă foarte mult timp la Parcul Marin, de când Rhony, delfinul, s-a îmbolnăvit. Apar suspiciunile: Deoarece este văzută cu Zane, se crede că cei doi sunt împreună. Cu puțin "ajutor" din partea lui Kimmy, Cleo este pedepsită să nu mai iasă din casă. Lui Zane i se aplică același tratament, din partea tatălui său. Într-un final se ajunge la verdictul : "Tată, Cleo a fugit să se mărite." |                                                     |                                       |                    |
| 17 | "Un virus letal" "Under the Weather"                | 18 septembrie 2007 27 octombrie 2006  | 117                |
| Afară plouă. Iar fetele nu mai pot ajunge la examenul de biologie. Trebuie să găsească imediat o scuză. Lui Cleo îi vine o banală idee: "Ne prefacem că ne-am îmbolnăvit ! " Dar boala lor devine din ce în ce mai credibilă; fetelor, ba le crește temperatura, ba le scade! Doamna Gilbert, îngrijorată cheamă doctorița. Totuși Dna. Gilbert ajunge la concluzia că iaurtul ei ar fi vinovat, deoarece toate au mâncat din el, înaintea contaminării.Dar asta nu e tot;și Elliot a mâncat din iaurt. Vine doctorul; verdictul :"Fetele voastre suferă de un virus tropical, letal." Acum, sirenele trebuie să meargă la analize! N-au cum, căci s-ar descoperi secretul lor. |                                                     |                                       |                    |
| 18 | "Răsăritul lunii rele" "Bad Moon Rising"            | 18 septembrie 2007 3 noiembrie 2006   | 118                |
| Luna Plină atacă iarăși! De data asta, victima este rebela Rikki! Din greșeală, se uită la o reflecție a reflecției Lunii. Dintr-odată, întreaga bucătărie se încălzește! Rikki devine o flacără vie! Între timp, Zane și domnul Sertori caută dovezi pentru a putea găsi "Monstrul Marîn care l-a salvat pe Zane", care nu este nimeni altcineva decât Emma. Rikki, disperată, se duce, pe furiș pe Makko (față de celelalte sirene, ea n-a fost afectată și din punct de vedere al cozii). Acolo, tot ceea ce atinge ia foc! Zane se duce spre Mako pentru dovezi. Cei doi se întâlnesc. Par mai apropiați ca niciodată. Se sărută, lăsându-l inconștient pe Zane. A doua zi, totul (aproape) revine la normal... |                                                     |                                       |                    |
| 19 | "Uraganul Angela" "Hurricane Angela"                | 19 septembrie 2007 10 noiembrie 2006  | 119                |
| Cleo și Kim se ceartă din cauza unui mp3 furat de Kim de la Cleo. Dar, sunt anunțate că verișoara lor, Angela, vine în oraș. Într-adevăr: Angela Sertori este un mic monstru răzgâiat. Încearcă să bage râcă între cele două surori. Iar, când ajung la Parcul Marin,Angela se pierde, intenționat. Kimmy și Cleo o caută disperate prin tot parcul,dar...fără speranță! La un moment dat, Kim se plictisește de căutări și se duce acasă.Apoi,pleacă și Cleo.Dar acasă,Cleo are o surpriză în baie:un pelican! Cleo o ceartă tare pe Kim,apoi ,împreună cu Rikki,Emma și Lewis, prinde pelicanul și îl duce la Parcul Marin. Acolo, află că poate să fie concediată,deoarece a luat pelicanul.Dar,după niște cercetări,cu toții află că acest pelican bolnav a fost adus de Cleo din alt loc, pentru îngrijire.Acum toți sunt mulțumiți,dar unde este Angela?Ei bine,Lewis o găsește făcând surf. Acum, ea este pusă să se recompenseze. |                                                     |                                       |                    |
| 20 | "Cârlig ,linie și plumb" "Hook, Line and Sinker"    | 19 septembrie 2007 17 noiembrie 2006  | 120                |
| Se organizează concursul anual de pescuit, iar Lewis se înscrie. Dar anul acesta este sigur că va câștiga, deoarece are o îmbunătățire inovatoare la undița lui. Între timp, Rikki se duce la un seminar și, acolo se întâlnește cu Zane. Cei doi se apropie foarte mult. Și, blocați pe terasă, ajung să se sărute... Dar să ne întoarcem la Lewis. Pentru că nu prindea pești, Cleo s-a găndit să îi dea o "coadă" de ajutor: prinde cel mai mare pește! Dar juriul își dă seama că Bibanul trăiește în ocean, departe de zona concursului. Este la sfârșit iertat din mai multe cauze, și toată lumea cumpără momeală de la el. |                                                     |                                       |                    |
| 21 | "Sirena cu părul roșu" "Red Herring"                | 20 septembrie 2007 24 noiembrie 2006  | 121                |
| De când s-au sărutat, relația dintre Rikki și Zane ia amploare. Zane îi cere lui Rikki să iasă în oraș, dar Rikki nu poate accepta:îi va vorbi despre monstrul marin tot timpul, și s-ar putea da în vileag. Iar tocmai asta se coincide cu căutările disperate ale lui Zane. Ei bine, Zane descoperă un film straniu despre Domnișoara Chatham crezând că ar putea fii sirenă. Între timp, Emma se jenează când Byron îi zice că e prea previzibilă, așa că s-a decis să schimbe ceva la ea : culoarea părului. Cleo, din greșeală, o vopsește roșu aprins. Din fericire părul i se colorează doar când e sirenă.Iar inevitabilul se petrece: Zane, aflat în "expediție" lângă epava lui Loraly, o vede pe Emma ca sirenă sub apă(ea s-a întors pe epavă deoarece Miss Chatham a rugat-o să ia niște poze vechi, cu ea și prietenele ei sirene). Din fericire, Zane o vede vopsită fără să își dea seama că era Emma. |                                                     |                                       |                    |
| 22 | "Peștele uscat" "Fish Out of Water"                 | 20 septembrie 2007 1 decembrie 2006   | 122                |
| Rikki și Zane ies la prima întâlnire, iar din parte prietenilor apar suspiciuni;Cleo și Emma îi văd îmbrățișați,ieșind de la un film de dragoste. Când se află că sunt împreună, relația lor ia o întorsătură de "Romeo & Julieta". Fetele nu o pot lăsa pe Rikki să se vadă cu Zane, deoarece acesta va insista, iar Rikki îi va zice... totul. Dar, șarmantul Zane îi cumpără o rochie roșie, elegantă, lui Rikki, apoi o invită la el acasă. Acolo Rikki luptă împotriva exploatării insulei Mako,iar Zane îi ține partea, Emma fiind și ea acolo. |                                                     |                                       |                    |
| 23 | "În trecut" "In Too Deep"                           | 21 septembrie 2007 8 decembrie 2006   | 123                |
| Când Zane și Rikki se plimbau, Rikki vede ceva interesant la mall: un colier exact ca al lui Cleo și Chattham. Aceasta bate apropo lui Zane să-il cumpere. Lewis și Rikki încearcă să strângă bani. Între timp, Miss. Chattam le spune lui Cleo și Emmei că acel colier a fost al Juliei; Julia, Gracie și Louise au fost sirenele din trecut. Colierul lui Gracie se află la Cleo. Ne întoarcem la Rikki și Lewis: când au strâns destui bani, constată că misteriosul colier este pe cale să fie rupt de nervoasa Miriam; Se încurca în tricoul "divei". Zane și Rikki se ceartă pe acest motiv, iar Rikki pleacă nervoasă. Iar Louise Chatham, îi zice lui Rikki că istoria s-ar putea repeta: rebela Julia, care avea aceleași puteri ca ale lui Rikki, la fel de mari și periculoase, i-a zis iubitului ei bogat că e o sirenă. Cu ajutorul lui Zane, fetele recapătă colierul. Acum, că Domnișoara Chatham i l-a dat pe al ei Emmei, iar Rikki l-a primit pe cel al Julia, toate trei sunt din-nou împreună. |                                                     |                                       |                    |
| 24 | "Elixirul dragostei" "Love Potion"                  | 21 septembrie 2007 15 decembrie 2006  | 124                |
| Se anunță o seară dansantă. Dar în afara lui Rikki, nici o sirenă n-a fost invitată( Cleo îl aștepta pe Lewis, dar acesta s-a luat cu cercetările pentru a găsi un antidot la problema fetelor cu apa., iar Emma îl așteaptă pe Byron, care nu a putut să dea de ea). Într-un final Cleo a fost invitată de Nate. Seara cea mare a sosit, dar Emma n-are cu cine să meargă, așa că se gândește să stea acasă. Dar ea e organizatoarea așa că... totuși Lewis termină cercetările și-le dă fetelor antidotul parțial. Într-un final realizează de dans...of! În toiul distracției fetele se înroșesc din cauza poțiunii(percepute de Miriam ca un elixir al dragostei). Dar când se întorc de pe Mako, pe Emma și Rikki îi așteaptă iubiții. Cleo și Lewis se îndrăgostesc. |                                                     |                                       |                    |
| 25 | "Știința atacă iarăși" "Dr.Dangerman"               | 22 septembrie 2007 22 decembrie 2006  | 125                |
| Lewis și Cleo sunt fericiți împreună. Dar tocmai când se sărutau Lewis a zărit barca lui Denman! De când doctor "Bay-watch" l-a zărit pe Lewis l-a asaltat cu o grămadă de întrebări. Zane le dă un pont "Căutați în jurul insulei Mako și veți găsi ceva interesant!" pe care l-au luat în serios și l-au aplicat. Dar când doctor Denman ajunge în bazinul cu Lună vede un solz mare din coada lui Cleo. Îl investighează și vede că după ce s-a uscat se transformă în epidermă. Descoperă că solzul are aceleași proprietăți ca ADN-ul din mostra lui Lewis. Rikki și Zane se ceartă din cauza apropierii prea mari a lui Zane de sirene... iar acesta intră în contact cu Denman. Dezastrul se produce: Denman implantează camere pe fundul mării și developează două poze: una cu o coadă de sirene, pe care i-o arată lui Zane, și alta, în care sunt surprinse Cleo, Emma și Rikki, sub apă, ca sirene. |                                                     |                                       |                    |
| 26 | "O răsucire în coadă" "A Twist in the Tail"         | 22 septembrie 2007 29 decembrie 2006  | 125                |
| Apoi, Denman îl cheamă pe Lewis să-i spună ce știe despre sirene. Acesta tăgăduiește! Dar se întâmplă inevitabilul: Denman le prinde pe fete! Ele își folosesc puterile pentru a scăpa, momentan. Dar acum, că le-au descoperit puterile, tentația e mult mai mare. Între timp familia Emmei e tulburată de dorința inexplicabilă a Emmei de a nu merge în Sandy Point, lângă Marea Barieră de Corali. Viețile fetelor se înrăutățesc din ce în ce mai mult! Acum nu mai pot intra în apă. Chiar și-ar dori să nu mai fie sirene, mai ales cu Denman pe cap. Zane se duce la Rikki și îi spune, fericit că există sirene. Apoi, Denman le prinde. De data asta le e mai greu să scape. Zane le vede ca sirene, în prinsoarea lui Denman. Cu ajutorul lui Zane și al lui Lewis, scapă și de această dată, dar nu definitiv! Domnișoara Chattham le spune că pot scăpa de puteri dacă sea aruncă în apă de Eclipsă de Lună. Fetele se aruncă, renunțând la puteri, cu foarte multe regrete. Dar adoua zi, Rikki și Zane se despart, deoarece sunt mult prea diferiți!Rikki se îndreaptă spre mare eliberată de griji dar, peste 10 secunde cade cu o coadă portocalie, mare și elegantă! Familia Emmei decide să petreacă vacanța la Uluru, în mijlocul Australiei! Totul e bine când se termină cu bine! Note: Continuarea episodului trecut;Finalul primului sezon |                                                     |                                       |                    |

## Sezonul 2 (2007-2008)
În cel de-al doilea sezon,fetele capătă noi puteri. De asemenea,o nouă fată în oraș,Charlotte, se îndrăgostește de Lewis,devenind rivala lui Cleo.Într-un episod,Charlotte află că bunica ei,Gracie,a fost sirenă.Accidental,descoperă Bazinul Cu Lună și se aruncă în apă. Ea devine o "super-sirenă",deținând toate puterile fetelor.De asemenea,Emma se îndrăgostește de un băiat-nou în oraș, Ash,căruia îi dezvăluie secretul fetelor,în ultimul episod.

### Episoade
| # | Titlu                                                             | Prima difuzare                       | Codul de producție |
| 27 (1) | "Control" "Control"                                               | 6 martie 2008 28 septembrie 2007     | 201                |
| Este din nou lună plină. Dar de data aceasta, Lewis își ia toate măsurile de protecție: descarcă un program de pe internet, în care scrie exact ora la care răsare luna...Tot de acolo află că această lună plină le va afecta mai grav pe fete, deoarece va fii o aliniație de planete, cu Venus retrograd, cea ce va înrăutăți starea de spirit. Apoi fetele pleacă spre casele lor cu o oră înainte de răsăritul lunii. Era vorba despre un program Nord-Corean,cea ce înseamnă că este setat pe ora Coreei, deci cu o oră a răsărit luna. Când își dădu seama Lewis fetele erau deja fetele, sub influența lunii se duc pe Mako. Acolo Lewis se duce după ele,dar...Cleo aruncă o rafală de vânt puternică pe el,Emma aduce viscolul,iar Rikki provoacă niște trăsnete, chiar lângă el. Apoi, împreună creează o furtună puternică și îl aruncă pe Lewis pe conul vulcanului. A doua zi, când se trezesc, nu își aduc aminte nimic. Cleo a vrut să o stropească pe Kim cu apă, dar a adus o rafală de vânt înspre ea, apoi Emma a vrut să congeleze ceva în frigider,dar a înghețat toată bucătăria, iar Rikki,vrând să usuce niște haine, dar le-a dat foc. Cleo descoperă că a primit un mesaj de la Lewis apoi fetele se duc după el pe Mako, și îl găsesc îngrozit. Absent: Brittany Byrnes ca Charlotte Wastford Melodie: "Where We Belong" - Kate Alexa Note: Primul episod al sezonului 2. |                                                                   |                                      |                    |
| 28 (2) | "Probleme Duble" "Double Trouble"                                 | 6 martie 2008 12 octombrie 2007      | 202                |
| La liceu, apare o nouă fată:Charlotte Wastford. Între timp, Lewis o agasează pe Cleo, făcând totul pentru ea. Cleo fuge pe Mako pentru liniște, dar acolo vine Lewis care vrea să le testeze pe fete; Rikki dă foc unui delfin de jucărie, Emma sparge în bucăți un pinguin, iar când vine rândul lui Cleo, aruncă o rafală de vânt spre Lewis, acesta copleșind-o cu prea multă dragoste. Apoi,Lewis se întâlnește cu Charlotte care îi explică cum poate ea să se concentreze, iar lui Lewis îi vine ideea de-a încerca asta pe Cleo, dar nu funcționează iar cei doi se despart!Charlotte se îndrăgostește de Lewis. Între timp Emma și Rikki asistă la meciul de fotbal al lui Elliot, unde fratele lui Nate trișează și îl faultează pe Elliot. Supărată, Emma îl face pe Billy(fratele lui Nate) să alunece pe gheață. Prima apariție: Brittany Byrnes ca Charlotte Wastford Melodie: "Another Now" - Kate Alexa |                                                                   |                                      |                    |
| 29 (3) | "La poli opuși" "Fire and Ice"                                    | 7 martie 2008 5 octombrie 2007       | 203                |
| Zane Bennet apare din nou. Acum este mutat la alt liceu, și nu s-a mai văzut cu Rikki de mai mult de o lună. De această dată vrea să o facă pe Rikki să se întoarcă la el, dându-și seama că a fi despărțiți nu e ceea ce vrea. Zane află din nou că fetele sunt sirene, când Rikki este udată de Nate, iar ea îi cere ajutorul. Apoi Zane se duce la Bazinul cu Lună unde o sărută. Acum, Rikki îi spune și despre noile puteri. Iar el promite că nu va spune nimănui. Cei doi se împacă în secret. Între timp, noua relație dintre Charlotte și Lewis o face pe Cleo geloasă, chiar dacă Lewis îi tot spune că nu e nimic între ei. Melodie: "Way To The Top" - Kate Alexa |                                                                   |                                      |                    |
| 30 (4) | "Emma cea Rebelă" "Emma Rebel"                                    | 7 martie 2008 19 octombrie 2007      | 204                |
| Părinții Emmei pleacă din oraș pentru un week-end, iar Rikki se mută la Emma pentru câteva zile. Stând cu Rikki, Emma consideră că este mai puțin populară decât Rikiki și vrea să demonstreze că este și ea rebelă, așa că lenevește toată ziua și stă la TV, dar Rikki îi spune că tot nu este "rebelă". Așa că se hotărăște să dea o mega-petrecere la ea acasă. Între timp, Lewis vrea să arate că este bărbat, așa că se înscrie la un curs de karate, care îl predă Nate, prietenul lui Zane. Dar Nate se îndrăgostește de Cleo și îi trimite flori și bomboane pentru a o seduce. Dar Cleo crede că toate cadourile sunt de la Lewis. Când părinții Emmei vin acasă și găsesc dezastrul Rikki se pretinde a fi vinovată dar apoi Emma recunoaște adevărul. |                                                                   |                                      |                    |
| 31 (5) | "Picătura Care a Vărsat Paharul" "Pressure Coocker"               | 13 martie 2008 26 octombrie 2007     | 205                |
| Când Lewis le prezintă fetelor o carte despre mitologia sirenelor, Emma și Rikki acceptă să-i ajute pe Cleo și Lewis să prepare o poțiune care îndeplinește dorințele. Pentru Cleo este o oportunitate să-și reunească părinții, dar porțiunea iese de sub control și se întinde pe toți pereții Juicenet Café(datorită lui Rikki), fetele și Lewis trebuie să-i curețe înainte ca Wilfred să aducă o echipă ca să filmeze o reclamă. Rezultatul nu este cel dorit de Cleo, pentru că tatăl său nu și-a dorit să fie iarăși o familie unită, ci să aibă o unealtă nouă pentru detectat peștii. |                                                                   |                                      |                    |
| 32 (6) | "Hocus-Pocus!" "Hocus Pocus"                                      | 13 martie 2008 2 noiembrie 2007      | 206                |
| Viața lui Cleo devine tulburătoare, văzându-i pe Charlotte și Lewis împreună. Lewis vrea să o convingă că nu e nimic între el și Charlotte, dar fără succes. Iar, ,Don invită o doamnă la masă alături de Charlotte, fiica ei, spre marea disperare a lui Cleo. Ea, dar și Kim crede că Don vrea să le înlocuiască mama cu mama lui Charlotte așa că Cleo, Emma și Rikki își folosesc toate puterile pentru a o îndepărta pe doamna Wastfoerd de familia Sertotri. Dar de fapt, mama lui Charlotte era doar o supervizoare de a tatălui lui Cleo. |                                                                   |                                      |                    |
| 33 (7) | "Partea Greșită a Șinelor" "Wrong Side of The Tracks"             | 14 martie 2008 9 noiembrie 2007      | 207                |
| Laptopul lui Lewis se strică. Vrând să-și cumpere un nou laptop, se hotărăște să-și ia o slujbă. Astfel, ocupă postul lui Cleo de la parcul marin, care a fost concediată dintr-un motiv ridicol: a râs de doamna Geddis, când aceasta a fost stropită de Rhony. Rikki și Emma vor să-și ajute prietena să-și primească slujba înapoi. Hotărăsc să meargă la parcul marin să rezolve. Dar când o ușa subacvatică rămâne deschisă, Ronny, delfinul vedetă, scapă, iar Lewis este primul suspect. Până la urmă, delfinul dispărut reapare în ultimul moment. |                                                                   |                                      |                    |
| 34 (8) | "Cel bun,Cel rău și Lewis McCartney" "In Hot Water"               | 14 martie 2008 16 noiembrie 2007     | 208                |
| Rikki este jenată să le spună prietenilor săi unde locuiește. Când Zane și Nate ies la o plimbare cu motocicletele, Nate fură o emblemă de la motocicleta lui Terry, tatăl lui Rikki. În final, Rikki îl duce pe Zane acasă la ea. Zane nu are nici o problemă cu casa cea săracă a lui Rikki, dar când Terry îi vede sărutându-se, îi interzice fiicei sale să se mai vadă cu el, crezând că Zane a umblat la motocicletă. Zane vine mai târziu să repare motocicleta. Tatăl lui Rikki îl acceptă și alături de Emma, Cleo și Lewis fac un grătar afară. Melodii: "We Are Togheter","Another Now" - Kate Alexa |                                                                   |                                      |                    |
| 35 (9) | "Dragă,ți-am otrăvit Calul!" "Riding for A Fall"                  | 20 martie 2008 23 noiembrie 2007     | 209                |
| Emma este forțată de mama sa să-l ducă pe Eliot la orele de călărit. Devine geloasă pe Ash, instructorul de călărit că este mai bun ca ea. Ash îi spune Emmei să-l lase pe Rebel, calul lui la păscut, dar încearcă să o avertizeze să nu-l lase să mănânce buruieni, pentru că sunt otrăvitoare. Rebel este bolnav, iar Emma vrea să-l ajute cu un remediu de pe Internet. Folosindu-și puterile, Emma face o ninsoare care îi scade temperatura calului. |                                                                   |                                      |                    |
| 36 (10) | "Imposibil de Ascuns !" "Unfathomable"                            | 20 martie 2008 23 noiembrie 2007     | 210                |
| Cleo ia o notă proastă la examenul de la biologie,iar tatăl ei nu o mai lasă să iasă din casă și colac peste pupăză,o are ca meditatoare pe...Charlotte. Aceasta din urmă,arată un interes spre medalionul său. Melodie: "I Let Go" - Kate Alexa |                                                                   |                                      |                    |
| 37 (11) | " Vânătoarea de Comori !" "Treasure Hunt"                         | 21 martie 2008 7 decembrie 2007      | 211                |
| Tatăl lui Rikki îi spune acesteia că trebuie să se mute la țară sau în alt oraș din lipsă de bani. Din această cauză, Rikki îl ajută pe Zane să găsească o comoară pe fundul oceanului, recompensa fiind o sumă mare de bani. Dar când nu le spune lui Cleo și Emma întreaga poveste, acestea se supără și decid să-l contacteze pe Lewis, care le-a spus că va fi acolo pentru ele tot timpul. Dar pentru că Charlotte îl ține ocupat, acesta aproape că a pierdut șansa de a le ajuta pe sirene, când aveau mai mare nevoie de el. Mai târziu, Rikki se lovește la cap și nu mai poate continua căutările, dar când le spune prietenilor că are nevoie de bani pentru tatăl său, aceștia decid să o ajute. |                                                                   |                                      |                    |
| 38 (12) | "Sirena monstru" "Monster"                                        | 21 martie 2008 14 decembrie 2007     | 212                |
| Emma caută un coral frumos pentru acvariul lui Cleo. Dar când își taie degetul în el, aceasta începe să se poarte ciudat. Emma se transformă într-un monstru dar este stropită cu antidotul pentru pești a lui Lewis, primit de la colegul lui Cleo. Între timp, Charlotte este convinsă că Cleo vrea să-i saboteze relația cu Lewis. |                                                                   |                                      |                    |
| 39 (13) | "Tabăra pe Insula Mako" "Camping of Mako Island"                  | 22 martie 2008 21 decembrie 2007     | 213                |
| Luna plină apare pe cer din nou. Familia Sertori pleacă într-o mini-vacanță pe insula Mako. Vin de asemenea și Emma, Rikki, Charlotte și Lewis. Când Rikki și Emma se trezesc văzând că Cleo lipsește, hotărăsc să plece în căutarea ei, nefiindu-le frică de luna plină. Charlotte descoperă bazinul cu lună și e la un pas să devină sirenă. Noroc cu Emma, care îngheață apa chiar când aceasta vrea să o atingă. |                                                                   |                                      |                    |
| 40 (14) | "Cleo contra Charlotte" "Cleo vs. Charlotte"                      | 6 septembrie 2008 28 decembrie 2007  | 214                |
| Cleo crede că a pierdut mult timp fără Lewis. Îi cere un sfat lui Rikki pentru a restabili relația cu Lewis și pentru a îmbrățișa abilitățile sale unice și peste astea, spre deosebire de Charlotte, Cleo nu e tocmai o fată obișnuită. Emma este dezamăgită ca nu a obținut postul de supervizor, dar ce o deranjează că l-a luat Ash. Melodie: "I Won't Walk Away" - Kate Alexa |                                                                   |                                      |                    |
| 41 (15) | "Irezistibil" "Irresistible"                                      | 6 septembrie 2008 4 ianuarie 2008    | 215                |
| Zane îl întreabă pe Lewis despre o porțiune mitică a dragostei care ar avea efect asupra sirenelor. El îl motivează pe Lewis că ar putea folosi porțiunea în scopul de a fi din nou cu Cleo, dar Lewis îl refuză zicând că este un mit. Zane face rost de porțiune și a ajuns din greșeală la Nate de care se îndrăgostesc și Cleo, și Emma, și Rikki. Într-un final Zane și Lewis își dau seama că atunci când fetele nu mai sunt lângă Nate își pierd pasiunea pentru el și reușesc să-i fure porțiunea. |                                                                   |                                      |                    |
| 42 (16) | "Viziunea" "Visions"                                              | 7 septembrie 2008 11 ianuarie 2008   | 216                |
| Lewis este surprins când visează că Cleo este o sirenă și este fotografiată de oameni. Mai târziu, el și Cleo îi duc pe Elliot și Kim la parcul marin. Între timp Emma crede că se întâmplă ceva ciudat între Ash și Rikki. Melodii: "Somebody Out There","Feel It Too" - Kate Alexa |                                                                   |                                      |                    |
| 43 (17) | "Probleme cu luna plină" "Moonstruck"                             | 7 septembrie 2008 18 ianuarie 2008   | 217                |
| Luna plină apare din nou, dar fetele insistă că nu au nevoie de ajutorul lui Lewis. Așa că Cleo și Rikki stau acasă la Emma, iar Ash vine în vizită. Dar când fetele sunt afectate de Lună, Lewis trebuie să le oprească înainte ca ele să îi spună lui Ash de secretul lor. |                                                                   |                                      |                    |
| 44 (18) | "Treaba se încinge" "The heat is on"                              | 13 septembrie 2008 25 ianuarie 2008  | 218                |
| Astăzi este aniversarea de un an de sirene,iar Cleo a plănuit totul: a aranjat un loc de petrecere în Bazinul cu Lună, unde a adus un proiector, unde vor rula câteva imagini cu ele trei și cu Lewis. Dar în timp ce ea se spetește pentru ca totul să iasă perfect, Emma se ceartă cu Rikki din cauza lui Ash și Zane(deoarece Zane a vărsat din greșeală suc pe Emma, iar Emma s-a supărat pe el, apoi Ash i-a sărit în ajutor Emmei, luându-se la ceartă cu Zane), iar Lewis se află la o întâlnire cu Charlotte. Deci, cele două și Lewis au uitat complet de petrecere. Dar în cele din urma Emma și Rikki s-au împăcat cu ajutorul lui Cleo și cele trei au petrecut pe cinste. Melodii: "Another Now","Nobody Knows" - Kate Alexa |                                                                   |                                      |                    |
| 45 (19) | "Codul Grace - Partea 1" "The Grace code (part 1)"                | 13 septembrie 2008 1 februarie 2008  | 219                |
| Cercetările lui Lewis îl conduc la Max, prietenul lui Gracie din anii 50. Max îl sfătuiește pe Lewis să nu o părăsească pe Cleo dacă o iubește cu adevărat. Absent: Claire Holt ca Emma Gilbert Imagini episod: click Note: Prima parte din "Trilogia H2O" |                                                                   |                                      |                    |
| 46 (20) | "Codul Grace - Partea 2" "The Grace code (part 2)"                | 14 septembrie 2008 8 februarie 2008  | 220                |
| Cleo, Rikki, Emma și Lewis adună informații despre Gracie și află cu stupoare că este bunica lui Charlotte. Charlotte își dă seama că se întamplă ceva cu Lewis. Charllote vede un film cu Gracie sirenă. Imagini episod: click Note: A doua parte a trilogiei |                                                                   |                                      |                    |
| 47 (21) | "Apoi au fost patru" "Then they were four"                        | 14 septembrie 2008 15 februarie 2008 | 221                |
| Charllote află de bazinul cu lună din insula Mako și exact în momentul când luna plină se reflectează în apă, Charllote se aruncă în apă. I se atribuie puteri de sirenă. A doua zi Charllote se întâlnește cu Lewis și sare în apă și se transformă în sirenă. Imagini episod: click Note: A treia parte din "Trilogia H2O" |                                                                   |                                      |                    |
| 48 (22) | "Baloane, baloane și probleme" "Bubble, bubble, toil and trouble" | 21 septembrie 2008 20 februarie 2008 | 222                |
| Fetele se resemnează cu faptul că Charlotte este sirenă și Lewis le convinge să o învețe să-și descopere și să-și controleze puterile. Fetele au început să se înțeleagă bine, dar atunci când Emma, Cleo și Riki află că Charlotte are toate puterile de sirenă, decid să se îndepărteze de aceasta. Melodie: "Way To The Top" - Kate Alexa |                                                                   |                                      |                    |
| 49 (23) | "Nepăsător" "Reckless"                                            | 20 septembrie 2008 29 februarie 2008 | 223                |
| Nate îl stropește pe Lewis cu apă, dar acesta aruncă cârligul de la undiță spre skyjetul lui Nate și îl dărâmă din el. Între timp Charllote a căzut în bazinul de la parcul marin și se sperie de Ronny. Lewis și Cleo o salvează. La cafenea Nate se bate cu Lewis. După ce Nate îi fură barca, Charllote intră în apă și își folosește puterile asupra lui Nate. La sfarșit fetele au reușit să o oprească facându-l pe Nate să nu-i mai pese de skyjet. Imagini episod: click |                                                                   |                                      |                    |
| 50 (24) | "Compania de trei" "Three's Company"                              | 21 septembrie 2008 7 martie 2008     | 224                |
| De ziua lui Lewis, Charlotte organizează o petrecere surpriză unde îi invită pe toți prietenii ei de la fosta școală, dar și pe Emma, Cleo, Ash și Rikki. Rikki refuză si se duce sa petreaca timpul cu Zane, iar în timpul petrecerii Charllote le trimite pe Cleo și Emma să ia ceva dintr-o magazie. Dupa ce Emma și Cleo au intrat Charllote îngheață mânerul și face ca apa dintr-o conductă spartă să sară pe fete. Atunci ele se transformă în sirene și rămân acolo pentru tot restul petrecerii. Ash e la un pas de a afla secretul fetelor, dar apare Rikki și salvează situația. Lewis nu se distrează la petrecerea lui Charlotte, dar fetele organizează o petrecere pe gustul lui. Ceea ce ele știau mai bine decât Charlotte, ea zicea că știa mai bine decât știe Lewis, dar nu avea dreptate. Melodie: "Tonight" - Kate Alexa Imagini episod: click Note: Lewis împlinește 17 ani. |                                                                   |                                      |                    |
| 51 (25) | "Schimbarea de pe plajă" "Sea change"                             | 21 septembrie 2008 14 martie 2008    | 225                |
| Charlotte îi interzice lui Lewis să mai vorbească cu Cleo. Mai târziu Cleo îl sună pe Lewis acesta îi spune pe scut despre înțelegerea cu Charlotte îi închide și îl ia. Tatăl lui Cleo o pune să spele vasele, iar aceasta fuge de acasă. Se luptă cu Charllote iar aceasta îi ia lănțișorul lui Cleo. Lewis îi pune lănțișorul lui Charllote și o sărută. Cleo vede și fuge. Îl sună pe Lewis și Charllote îi închide telefonul, și îl pune la ea în geantă. A doua zi Lewis nu își mai găsește telefonul, dar îl vede la Charllote în geantă. Ascultă mesajul de la Cleo, și pleacă după ea. O găsește, o salvează de rechinul care era să o mănânce și o scoate afară din apă. Îi spune acesteia că ar vrea să fie mai mult decât prieteni, și ei sunt din nou împreună urmând un sărut dulce. Imagini episod: click |                                                                   |                                      |                    |
| 52 (26) | "Bătălia Finală" "Finale"                                         | 27 septembrie 2008 21 martie 2008    | 226                |
| Charlotte se duce la bazinul cu lună și acolo apar și Cleo, Emma și Rikki. Ele se luptă cât pot până când Charlotte este aruncată în apă de fete și când a apărut luna de 50 de ani Charlotte și-a pierdut puterile de sirenă și nici nu va mai fi sirenă vreodată. După toate astea Lewis îi dă lui Cleo medalionul înapoi iar Emma îi arată lui Ash că este sirenă. Acesta acceptă asta și rămân prieteni.La sfarsit fetele ii cheama pe Lewis, Ash si Zane si isi petrec timpul impreuna. Melodie: "You're Everything" - Kate Alexa Note: Sfârșitul sezonului 2. |                                                                   |                                      |                    |

## Sezonul 3 (2009-2010)
Primul episod a fost difuzat pe 26 octombrie 2009 în UK. În România premierea a avut loc pe 6 martie 2010 pe Dinsey Channel.Seria se centrează pe Rikki și Cleo care trebuie să se descurce singure cu puterile lor datorită faptului că Emma a plecat cu familia în Europa.Apar două noi personaje: Bella Hartley (Indiana Evans), care este o sirenă de la nouă ani și o bună cântăreață, și Will(Luke Mitchell) un scufundător profesionist care încearcă să deslușească secretele Insulei Mako, și din greșeală dezlănțuie o putere de necontrolat care transformă apa împotriva sirenelor.Fetele trebuie să aibă grijă și cu Zane,care vrea să divulge secretele Insulei Mako după ce Rikki se desparte de el.

### Episoade
| # | Titlu                                                     | Premieră România / Originală      | Codul de producție |
| 53 (1) | "Deșteptarea" "The Awakening"                             | 27 martie 2010 27 octombrie 2009  | 301                |
| Emma este plecată într-o excursie în jurul lumii cu părinții ei, Cleo și Rikki sunt forțare să se lupte cu probleme lor de sirene singure. Apare o nouă sirenă Bella care la nouă ani a devenit sirenă în peșterile din Irlanda. Intră în scenă un băiat pe nume Will. Acesta face o excursie pe insula Mako, unde descoperă bazinul cu lună. Zane cumpara cafeneaua JuiceNet Cafe si ii face surpriza lui Rikki transformand numele cafenelei in" Rikki". Este lună plină și pe insula Mako, Will întâlnește o forță de necontrolat și este atacat de un sarpe făcut din apă. Sarpele din apă se îndreapată catre fete, unde o atacă și o răpește pe Rikki. Luna plină a făcut ca apa să le atace. Fetele nu mai înțeleg prea multe despre insula Mako. Note: Claire Holt lasă serialul pentru filmul horror Messengers 2: The Scarecrow. Indiana Evans și Luke Mitchel se alătură serialului.                                                                                     |                                                           |                                   |                    |
| 54 (2) | "Vânătoare în junglă" "Jungle Hunt"                       | 10 aprilie 2010 27 octombrie 2009 | 302                |
| În prima zi de școală fetele descoperă că și Will studiază aici acum. El insistă să meargă pe insula Mako. Bella se oferă voluntară ca și ghid cu scopul de a-l deruta. Pe insulă Bella descoperă peștera accidental unde îi găsesc pe Cleo și Lewis. Cleo și Lewis descoperă o formațiune nouă de pietre ca o minicascad în peșteră. |                                                           |                                   |                    |
| 55 (3) | "Păstrează-ți dușmanii aproape" "Keep Your Enemies Close" | 10 aprilie 2010 28 octombrie 2009 | 303                |
| Cleo se angajează ca instructor de delfini și este foarte încântată în timp ce Rikki realizează riscurile. Will o ajută pe Cleo să treacă peste probleme. Între timp Rikki îl concediază pe Nate deoarece scrie cântece stupide și fără bun simț. Nate încearcă să flirteze cu Bella dar ea nu este interesată deloc. |                                                           |                                   |                    |
| 56 (4) | "Ziua îndrăgostiților" "Valentine's Day"                  | 17 aprilie 2010 29 octombrie 2009 | 304                |
| Kim face o petrecere cu băieți, iar Cleo și tatăl ei nu sunt de acord. Între timp Zane organizează o petrecere de ziua Îndrăgostiților, dar Rikki nu vine, deoarece ea urăște această zi. |                                                           |                                   |                    |
| 57 (5) | "Idei mărețe" "Big Ideas"                                 | 17 aprilie 2010 30 octombrie 2009 | 305                |
| Zane face o cursă pentru un premiu de 1000 de dolari, iar taxa e de 200 de dolari.Will împrumută bani și se înscrie.Zane trișează și îl pune pe Nate să-l împiedice.Rikki nu este de acord cu asta.Într-un final Will câștigă cursa.Între timp Cleo și Lewis studiază insula Maco. |                                                           |                                   |                    |
| 58 (6) | "Secrete și minciuni" "Secrets & Lies"                    | 24 aprilie 2010 2 noiembrie 2009  | 306                |
| Pasiunea nebună a Bellei pentru Will se mărește, ea neputând să îl ajute, dar îl urmărește peste tot! Ea încearcă să aleagă o zii de studii, însă Will nu se prezintă la această zi. Urmărindu-l, ea a observat că are altă fată! Aparatul lui Lewis care testează proprietățile magice a apei de pe insula Mako atrage atenția profesoareil sale de Științe - Doamna Taylor care crede în proiectul său științific. Prins în evidențierea secretelor de pe insula Mako, Lewis este în probleme, până când Cleo își folosește puterile pentru a replica efectul și îl ajută să ducă un proiect alternativ. Ignorând sfatul lui Rikki, Bella continuă să caute adevarul despre Will și fata misterioasă, așa că îl urmărește la scufundări, însă află ca acea fata este de fapt sora sa mai mare Sophie. |                                                           |                                   |                    |
| 59 (7) | "Familii fericite" "Happy Families"                       | 24 aprilie 2010 3 noiembrie 2009  | 307                |
| Cleo este pusă într-o situație urâtă când Don își ia familia la plajă ca să le ajute pe fetele sale să se împrietenească cu noua sa parteneră Samantha. Cleo nu poate să li se alăture în apă, însă accidental o lovește cu apă. Don interpretează comportamentul lui Cleo ca o dezaprobare pentru Samantha și le ajută la sfârșit să se împrietenească. Văzând ce a făcut, Cleo îi spune tatălui său că este foarte bine cu Sam. Rikki se supără când ambițioasa soră a lui Will concurează cu Bella pentru un loc de muncă la cafenea. Absent: Angus McCartney ca Lewis McCartney |                                                           |                                   |                    |
| 60 (8) | "Răpirea" "Kidnapped"                                     | 1 mai 2010 4 noiembrie 2009       | 308                |
| Fetele se pregătesc să doarme la Cleo ca un efort să se protejeze pentru orice atac al apei. Lewis este și el pregătit, el punând o cameră în peștera pentru a înregistra orice forță a apei misterioasă. Amintindu-și de experiența să anterioară cu lună plina, Will este inspirat să se întoarcă înapoi pe Insula Mako pentru a-și căuta lanterna care a fost "aspirată" de peretele din primul episod. Când ajunge la Cleo căutând-o pe Bella, ea dispare! Ea aparemnt a fost luată de un tentacol din apă de pe Insula Mako. Fetele fug să o salveze, dar cand au ajuns, Bella incepea să se transforme in apa, iar Cleo a salvat-o. Când ajung pe insula Mako, Will își găsește lanterna, care mai funcționa de o lună, "înglobată" în rocă, iar Lewis și sirenele nu pot privi caseta fiindcă referențele electromagnetice au distrus caseta. |                                                           |                                   |                    |
| 61 (9) | "Ucenicul vrăjitorului" "The Sorcerer's Apprentice"       | 1 mai 2010 5 noiembrie 2009       | 309                |
| Neluând în atenție sfatul lui Lewis să nu experimenteze cu gravitatea apei din Bazinul Lunii, Cleo caută o oportunitate să îl țină ocupat pentru o zi, pentru a putea. Când Rikki accidentat intră in apa magică din acvsariul lui Cleo, peștele favorit al lui Cleo, Hectorm devine suspendat într-un balon de apă! Fetele s-au dus la Bella pentru a-și folosi puterea să îl întoarcă pe Hector afară din balon până nu e pierdut de tot. Între timp, Lewis joacă golf cu tatăl lui Cleo, dar Lewis câștigă, iar tatăl lui Cleo devine frustrat, Lewis știind că trebuie să facă ceva. |                                                           |                                   |                    |
| 62 (10) | "Descoperită" "Revealed"                                  | 8 mai 2010 6 noiembrie 2009       | 310                |
| Cleo și Rikki o avertizează pe Bella să se distanțeze de Will, deoarece el era pe cale să afle secretul. Este dificil pentru ea, deoarece Will devina mai interesat de Bella, interesul său crește, făcând-o să se simtă că relația lor o să se sfârșească. Bella a plecat fără nicio opțiune, doar să se oprească să îl mai vadă pe Will. Din păcate, acțiunea este prea întârziată deoarece apa îl ajută pe Will să îi recunoasă secretul lui Bella! Fetele sunt îngrijorate că el îi va spune secretul lui Sophie. |                                                           |                                   |                    |
| 63 (11) | "Doar O Fata La Suflet" "Just A Girl At Heart"            | 8 mai 2010 18 ianuarie 2010       | 311                |
| Bella are impresia că Will își petrece mult timp cu ea, doar pentru că este interesat de ea ca o sirenă, decât ca o fată normala. Secretul ei este aproape descoperit la Sophie la o pisicină publică. Absent: Angus McLaren ca Lewis McCartney |                                                           |                                   |                    |
| 64 (12) | "Crima și pedeapsă" "Crime & Punishment"                  | 15 mai 2010 19 ianuarie 2010      | 312                |
| Rikky este sechestrată pe un mic vas după ce cere explicații din cauza achitării cu bani falși. Cleo, Bella și Will vin să o salveze, și astfel, Will află că și celelalte două fete sunt sirene. |                                                           |                                   |                    |
| 65 (13) | "A avea și a ezita" "To Have & To Hold Back"              | 15 mai 2010 21 ianuarie 2010      | 313                |
| Don și Sam se căsătoresc, iar Lewis primește o scrisoare din Statele Unite pentru o angajare unică, iar Cleo este supărată. Kim face tot posibilul pentru ca părinții ei să nu se căsătorească, dar, în final, cei doi se căsătoresc pe insula Mako, iar Lewis pleacă definitiv în America. |                                                           |                                   |                    |
| 66 (14) | "Magia sirenelor" "Mermaid Magic"                         | 22 mai 2010 22 februarie 2010     | 314                |
| Cleo gaseste un cristal neobisnuit intr-o piatra din piscina lunii de pe Insula Mako. Cand Zane trisaza in timpul unei scufundari, Will se forteaza prea tare pentru a ajunge la 60 de metri și nu reuseste să se mai intoarca la suprafata. Rikki reuseste să ajunga la timp, ii face respiratie gura la gura lui Will și il aduce in siguranta la suprafata. Acest lucru ii dezvolta o afectiune fata de Rikki. |                                                           |                                   |                    |
| 67 (15) | "Ziua puterii" "Power Play"                               | 22 mai 2010 23 februarie 2010     | 315                |
| Bella și Cleo fac o petitie pentru salvarea lui Ronnie (delfinul parcului marin). Sophie ocupa locul de sefa in barul Rikki's doar pentru o zi,deoarece Zane avea alte lucruri de facut.Samantha aduce in casa niste obiecte și statui vudu foarte stranii. Dimineata Kim incearca sa-i faca o farta Samanthei, dar din nefericire pica Cleo in capcana.Fetele reusesc să faca rost de bani pentru salvarea lui Ronnie. Seara, Bella canta un nou și minunat cantec, iar toata lumea este fericita. |                                                           |                                   |                    |
| 68 (16) | "Partea intunecata" "The Dark Side"                       | 29 mai 2010 24 februarie 2010     | 316                |
| Fetele asteapta cu teama seara aceasta,deoarece in aceasta seara este luna plina, iar intrebarea este ("pe care dintre ele apa le va ataca?").Rikki il convinge pe Zane ca in aceasta seara să țină barul deschis pentru ea, Cleo, Bella și Will pentru a ține sub control situatia lunii pline.Zane nu este prea incantat ca Will să fie prin preajma, asa ca incearca să saboteze aducandu-si prietenii și printre ei și Kim la "petrecere.Rikki nu este deloc multimita și pleaca spre insula Mako,acolo un sarpe de apa își face aparitia.Will vine in urma lui ei ca să o salveze,dar de fapt sarpele o placea pe Rikki deoarece simtea ca este perte din apa și ca este o sirena.Sarpele incepe să straluceasca ca un "cristal" emotionand-o pe Rikki,dar luna plina apune și sarpele de apa se-ntoarce in cea mai intunecata parte a grotei.Rikki il roaga pe Will să țină secret ce s-a intamplat pe insula Mako.                                                           |                                                           |                                   |                    |
| 69 (17) | "O atractie magnetica" "A Magnetic Attraction"            | 29 mai 2010 25 februarie 2010     | 317                |
| Fetele sunt putin ingrijorate de schimbarea lui Rikki de la ultima luna plina.Rikki se duce inca o data pe insula Mako pentru a se clarifica in legatura cu "apa".In povestea noastra de zi cu zi apare un nou personaj Ryan,un bun prieten al Samanthei, care este expert in ceea ce inseamna roci.Cleo ii povesteste lui Ryan ca care de facut un "proiect despre o anume roca nedetectata". El incepe sa-i explice ca in general rocile ascund ceva.Roca de pe insula Mako este cum s-ar spune "magnetica", astfel Ryan ii imprumuta lui Cleo un detecor de magnetism pentru ai afla magnetismul.Rikki nu este incantata de ceea ce a făcut Cleo,astfel exista o despartire de prietenie intre ea și grup.Will le spune fetelor ceea ce s-a intamplat in aceea seara de luna plina pe insula Mako și ceea aa ce a schimbat-o pe Rikki. Rikki se duce din nou pe insula Mako și descopera ca,cu ajutorul puterii de sirene poate dezlantui peretele grotei și poate controla apa. |                                                           |                                   |                    |
| 70 (18) | "În lumină" "Into the Light"                              | 5 iunie 2010 12 aprilie 2010      | 318                |
| Cleo, Bella și Will sunt ingrijorati de disparitia lui Rikki, deoarece ea nici n-a mai venit pe la scoala. Fetele o cauta peste tot, dar nu o gasesc. Rikki este pe Mako incercand să faca o legatura intre ea și iazul lunii,dar își face aparitia Ryan dupa ce descopera ca proiectul lui Cleo este o minciuna și de fapt roca provine de Mako.Rikki inceaca să le avertizeze pe Cle și Bella,dar ele nu vor "să fie cinstite cu ea" deoarece ea nu le-a spus adevarul in legatira cu ce s-a intamplat.Rikki ii cere ajutor lui Zane,dar descopera ca el se-ntalneste cu Sophie, asa ca se duce singura pe Mako.Acolo Ryan descopera piscina lunii și Will vine in ajutorul lui Rikki in caz ca va face ceva.Fetele se impaca intre ele și Rikki le explica ca tentaculul de apa nu este dusmanul lor. |                                                           |                                   |                    |
| 71 (19) | "Despartirea" "Breakaway"                                 | 6 iunie 2010 13 aprilie 2010      | 319                |
| Will are competitia de scufundari,iar Zane și Sophie sunt emotionati nu pentru Will și pentru bani.Rikki incearca să se rupa de cafenea și de Zane pentru un moment. La competitia de scufundari Will castiga,dar el și cu Rikki au un mare soc,Zane se surata cu Sophie.Will ii spune verde in fata lui Sophie și ca renuta de-a mai concura scufanduri pentru totdeauna.La cafenea Rikki ii spune lui Zane ca totul s-au terminat intre ei. |                                                           |                                   |                    |
| 72 (20) | "Regină pentru o zi" "Queen for a Day"                    | 12 iunie 2010 13 aprilie 2010     | 320                |
| Zane o angjeaza pe Sophie in locul lui Rikki și aceasta o angajeaza pe KIm.Bella are o alergie impotriva parfumului lui Will,astfel puterile ei o iau razna.Datorita alergiei pe care o are Bella Kim este cocediata de Sophie. Rikki descopera motivul stranutului Belei.Zane ii simte lipsa lui Rikki la cafenea. |                                                           |                                   |                    |
| 73 (21) | "Hoțul de bijuterii" "The Jewel Thief"                    | 19 iunie 2010 14 aprilie 2010     | 321                |
| Will îi face lui Rikki un lant cu cristalul gasit pe Mako.Zane o suspecteaza pe Rikki cum ca il inșala cu Will, așa ca ii fura colierul ca să o santajeze in schimbul impacarii dintre ei doi.Fetele descopera o atractie intre cristalul Belei și lui Rikki. Asa ca incep să investigheze pe Mako,astfel descopera un al treilea cristal pe care il primeste Cleo. |                                                           |                                   |                    |
| 74 (22) | "Stăpânii Mako" "Mako Masters"                            | 20 iunie 2010 14 aprilie 2010     | 322                |
| Este ziua examenelor, și bineinteles luna plina. Cleo este nervoasă din cauza examenului. Rikki se comporta cu o indiferenta deoarece este mai preocupata cu luna plina.In momentul examenului rasare luna plina și tentacurile incerc să le atentioneze pe fete.Examenul este intrerupt și ele se duc pe Mako. Acolo descopera un mesaj in legatura cu o cometa. A doua zi examenul este redat și fetele ajung la concluzia ca cometa are o legatira cu Mako. |                                                           |                                   |                    |
| 75 (23) | "Petrecere pe plajă" "Beach Party"                        | 26 iunie 2010 15 aprilie 2010     | 323                |
| Bella organizeaza o petrecere de sfasit de an și vrea sa-l invite pe Will.printr-o confuzie ea intelege ca vrea s-o invite pe Rikki,dar de fapt Will nu stia cum să o invite pe Bella.Sophie profita de acest lucru și îi spune lui Zane ca Rikki se duce la peterecere cu Will.La petrecere Nate o impinge pe Cleo, acesta varsa sucul peste Bella.Will se duce dupa ea și ii explica confuzia făcuta de ea și devin iubiti recunoscandu-și iubirea unul fata de celalalt. |                                                           |                                   |                    |
| 76 (24) | "Prea aproape pentru confort" "Too Close for Comfort"     | 27 iunie 2010 15 aprilie 2010     | 324                |
| Kim vrea o vacanță ca-n povești,dar Don nu mai are așa un salariu bun după ce toți peștii au dispărut. Așa că își i-a un al doilea servici. Cleo nu este prea fericită deoarece Don lucrează în parcul marin.Bella accidental îi sparge o scoică lui Will. Don realizează că trebuie să renunțe la al doilea servici. Bella îi găsește o nouă scoică lui Will și lucrurile își revin la normal. |                                                           |                                   |                    |
| 77 (25) | "O întâlnire cu destinul" "A Date With Destiny"           | 3 iulie 2010 16 aprilie 2010      | 325                |
| Fetele descopera ca mesajul primit de la ultima luna plina era o avertizare.Cafenea este in faliment,iar Zane este obligat să concedieze personalul.Sophie este ingrijorata deoarece își poate pierde slujba,astfel datorita ambitiei ea il convinge pe Ryan să investigheze cristalele din roca de insula Mako pentru a obține banii necesari să scoata cafeneaua din faliment.Samantha ii spune lui Cleo de cometa care a intrat in sistemul solar,astfel ea își da seama ca pamantul va fi lovit de meteorit. Sirenele sunt puse in fata unei mari probleme pe care numai ele o pot rezolva. |                                                           |                                   |                    |
| 78 (26) | "Absolvirea" "Graduation"                                 | 4 iulie 2010 16 aprilie 2010      | 326                |
| Este ziua cea mare în care se va decide soarta pamantului și numai sirenele o pot rezolva.Bella gaseste o poveste irlandeza scrisă in sec XVIII despre Eva cea care a salvat in 1790 pamantul de un meteorit.Eva a creat un turn de lumina ce a impins cometa inapoi spatiu.Fetele realizeaza ca singura solutie este să creeze un tentacul de apa urias ce ar puta trimite cometa inapoi in spatiu.Astfel acesta este destinul lor ca sirene să salveze pamantul. A doua zi fetele absolvesc, o supriza neasteptata apare (Lewis se intoarce), Rikki și Zane se impaca și astfel se incheie un capitol din viata sirenelor. |                                                           |                                   |                    |

## Mako Mermaids (2013/TBA)
Aceasta este o nouă serie care le aduce în prim-plan pe Sirena, Nixie și Lyla, apărătoarele Insulei Mako. La doar 15 ani un băiat pe nume Zac face o excursie pe Insula Mako, unde acolo cade accidental în piscina lunii. A doua zi descoperă că are puteri și că poate controla apa. Cele trei sirene se simt amenințate de acest tânăr și fac tot ce le stă în putință ca să-l înlăture.
Filmările au început în Mai 2012 și se așteaptă să se încheie în Octombrie 2012. Producția va începe probabil în 2013 în Australia, Regatul Unit și SUA.